# 盖奥特环形山
盖奥特环形山（Guyot）是位于月球背面北半部一座古老的大撞击坑，约形成于45.5-39.2亿年前的前酒海纪，其名称取自瑞士裔美国地质学家暨地理学家阿诺德·亨利·几岳（Arnold Henry Guyot，1807年-1884年），1970年被国际天文学联合会正式接受。

## 描述

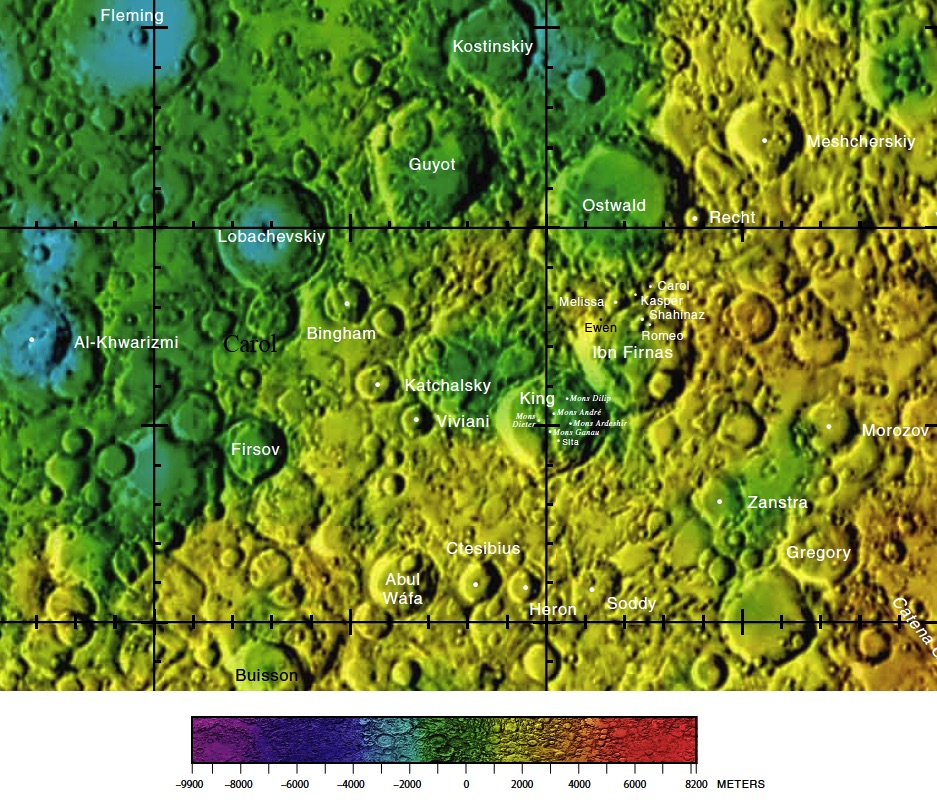
盖奥特环形山的周边，月球背面区域图。

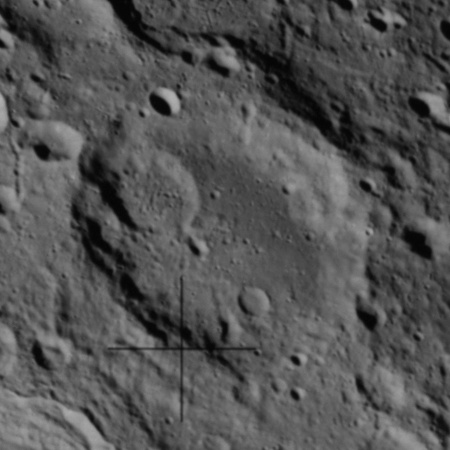
阿波罗14号拍摄的斜视图

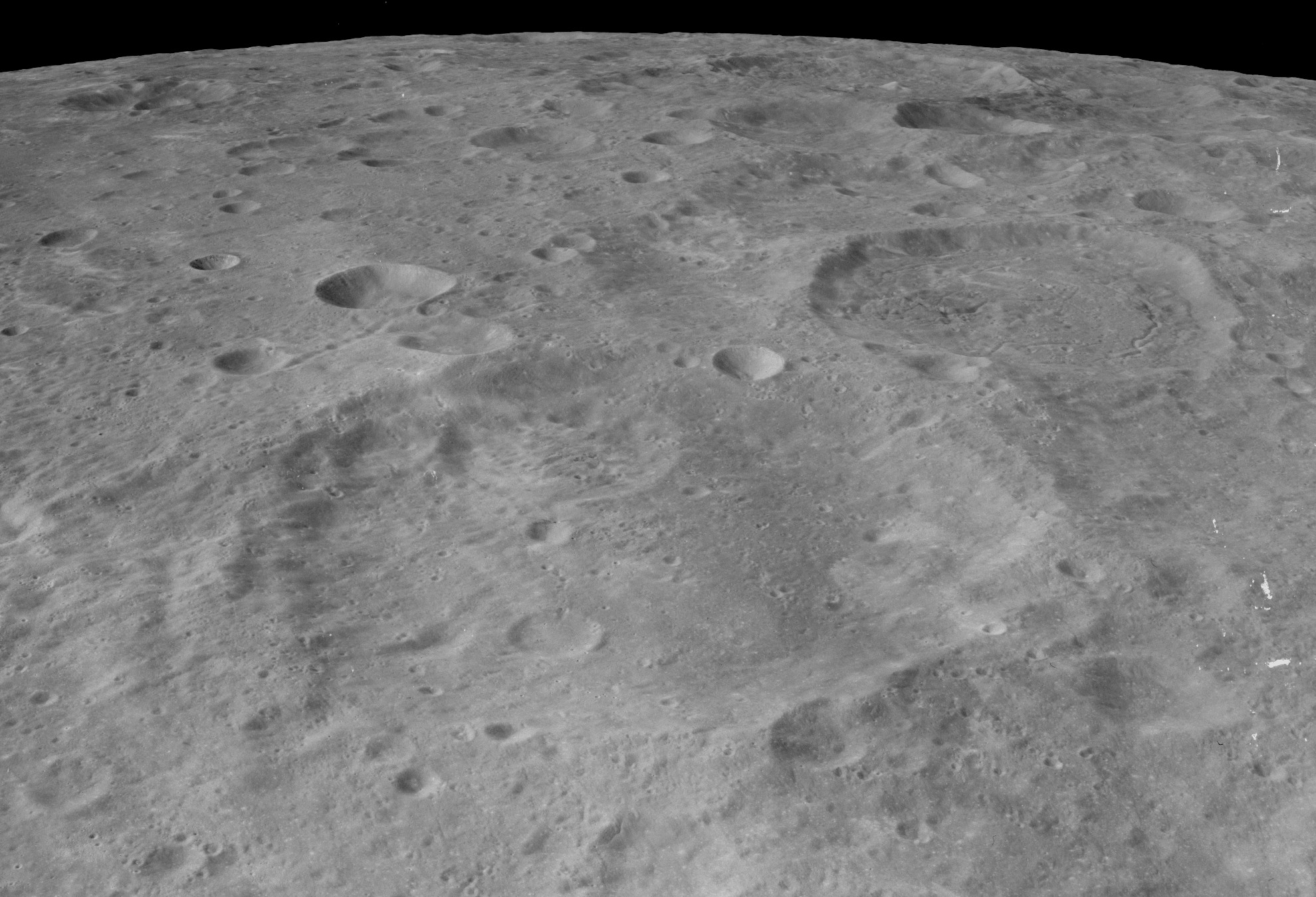
阿波罗16号拍摄的盖奥特环形山(中前方)和科斯京斯基环形山（中右）斜视图。

该陨坑西北毗邻弗莱明环形山、东北与科斯京斯基环形山之间仅相隔一片数公里宽的崎岖地形，已损毁的奥斯特瓦尔德环形山和伊本·弗纳斯环形山分别位于它的东南偏东及东南、而它的西南及西南偏西分别坐落了宾厄姆陨石坑和罗巴切夫斯基环形山。该陨坑中心月面坐标为11°38′N 117°07′E / 11.63°N 117.12°E，直径98.28公里，深约2.85公里。
盖奥特环形山一座已严重磨损的陨石坑，其边缘轮廓因相邻撞击坑的侵蚀而有些变形扭曲，它的南侧坑壁几乎已完全损毁。该陨坑的残壁最大高出周边地形1470米，内部容积约有9531.72立方千米，坑内地表相对平坦，环坑沿、内壁及坑底散布有大量大小不一的陨石坑，靠西北坐落了一座较大的残迹坑。
在1970年被国际天文学联合会正式命名前，该陨坑被称作"第208号陨石坑"。

## 卫星陨石坑
按惯例，最靠近盖奥特环形山的卫星坑将在月图上以字母标注在它的中心点旁边。

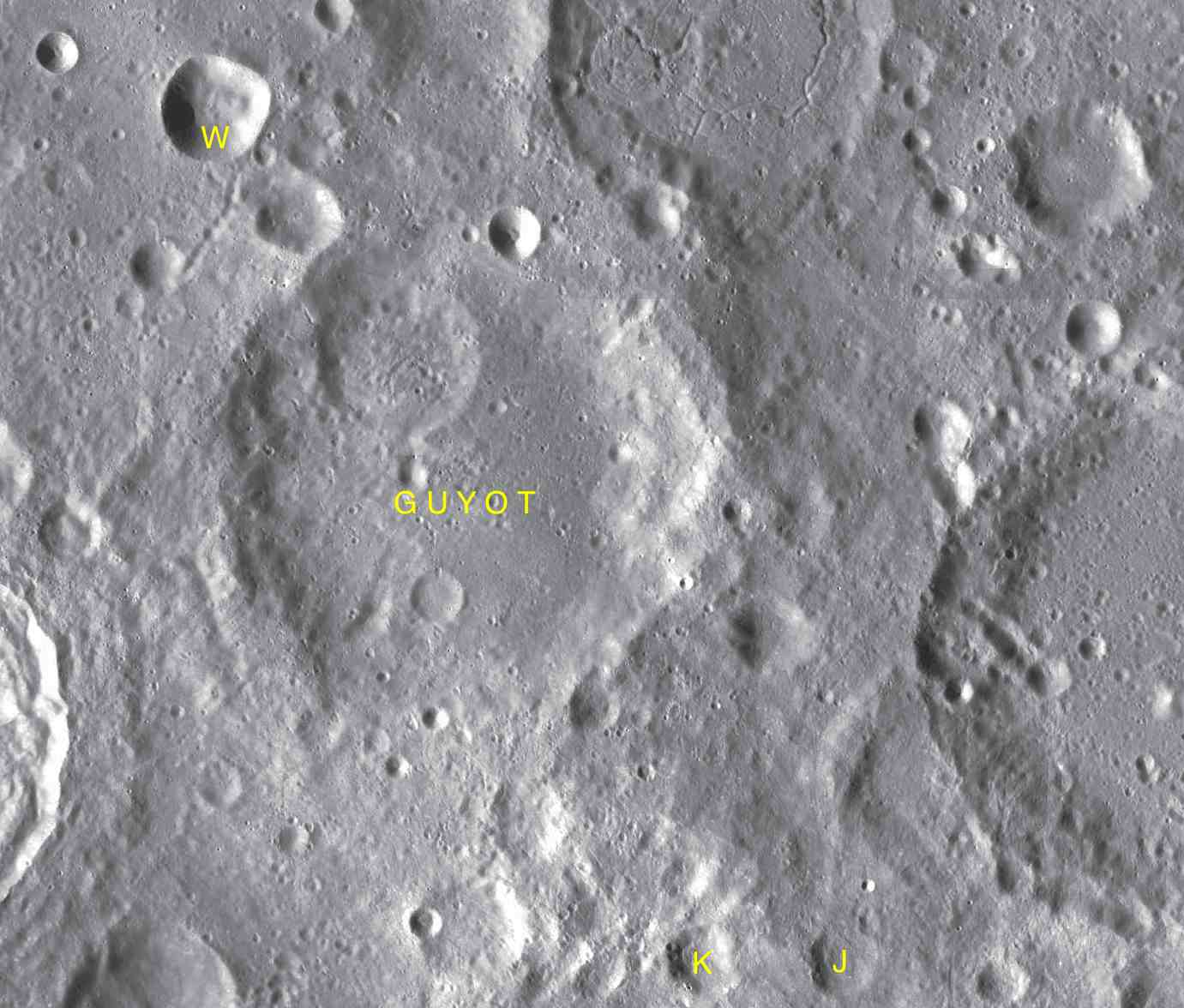
LAC-65 区域图

| 盖奥特 | 纬度     | 经度      | 直径     |
| ------ | -------- | --------- | -------- |
| J      | 8.31° N  | 119.65° E | 14.2公里 |
| K      | 8.34° N  | 118.74° E | 14.1公里 |
| W      | 13.88° N | 115.49° E | 20.2公里 |

## 另请参阅
- Andersson, L. E.; Whitaker, E. A. . NASA RP-1097. 1982.
- Blue, Jennifer. . USGS. July 25, 2007  [2007-08-05]. （原始内容存档于2014-09-24）.
- Bussey, B.; Spudis, P. . New York: Cambridge University Press. 2004. ISBN 978-0-521-81528-4.
- Cocks, Elijah E.; Cocks, Josiah C. . Tudor Publishers. 1995. ISBN 978-0-936389-27-1.
- McDowell, Jonathan. . Jonathan's Space Report. July 15, 2007  [2007-10-24]. （原始内容存档于2012-05-26）.
- Menzel, D. H.; Minnaert, M.; Levin, B.; Dollfus, A.; Bell, B. . Space Science Reviews. 1971, 12 (2): 136–186. Bibcode:1971SSRv...12..136M. doi:10.1007/BF00171763.
- Moore, Patrick. . Sterling Publishing Co. 2001. ISBN 978-0-304-35469-6.
- Price, Fred W. . Cambridge University Press. 1988. ISBN 978-0-521-33500-3.
- Rükl, Antonín. . Kalmbach Books. 1990. ISBN 978-0-913135-17-4.
- Webb, Rev. T. W.  6th revised. Dover. 1962. ISBN 978-0-486-20917-3.
- Whitaker, Ewen A. . Cambridge University Press. 1999. ISBN 978-0-521-62248-6.
- Wlasuk, Peter T. . Springer. 2000. ISBN 978-1-85233-193-1.